# Перетц, Леопольд Генрихович
Леопольд Генрихович Перетц (1891—1961) — советский микробиолог, профессор.

## Биография
Родился 4 (16) октября 1891 года в Екатеринбурге в семье владельца фабрики.
Окончил Екатеринбургскую гимназию в 1910 году. Поступил на философский факультет Берлинского университета (1910—1913), затем перевёлся на естественное отделение физико-математического факультета Казанского университета (не окончил).
В 1919 году окончил медицинский факультет Томского университета.
В 1919 году призван в армию, где руководил госпиталем, а в 1920 году стал заведовать окружной санитарно-бактериологической лабораторией Приуральского военного округа.
С 1932 по 1936 гг. заведовал кафедрой микробиологии в Ленинградском санитарно-гигиеническом медицинском институте.
В 1936—1939 гг. заведовал кафедрой микробиологии в втором Ленинградском медицинском институте.
В 1937 г. репрессирован, находился в Каргапольском исправительно-трудовом лагере. В 1941 г. эвакуирован в Свердловск.
С 1942 по 1952 гг. заведовал в Свердловском медицинском институте. В 1943 году был назначен руководителем экспериментального отдела и в то же время был заместителем директора по научной части Свердловского научно-исследовательского института эпидемиологии и микробиологии.
Перетц написал более 120 научных работ. Они были посвящены темам микробиологии и инфекционной иммунологии. Он создал отечественную школу исследователей микрофлоры организма человека. Он описал состав микрофлоры открытых полостей человеческого тела в условиях нормы и патологии. Важное значение имеют его исследования по изучению микрофлоры кишечника, в которых он прибегал к идеям русского биолога Ильи Ильича Мечникова, Перетц пришел к выводу, что нормальная микрофлора кишечника обладает защитными функциями, а нарушения состава микрофлоры приводят к дисбактериозу. В 1930 году для нормализации микрофлоры кишечника Перетц предложил биологический бактерийный препарат колибактерин. Его основой стала кишечная палочка, которая обладала выраженными антагонистическими свойствами в отношении патогенных и условно-патогенных микроорганизмов.
Благодаря исследованиям Перетца его последователи создали такие лекарственные препараты, как бифидумбактерин и лактобактерин.
Скончался 11 мая 1961 года в Свердловске. Похоронен на Ивановском кладбище.